# Uragano Maria
L'uragano Maria è stato un uragano atlantico di categoria 5 che ha colpito l'area nord-orientale dei Caraibi, già interessata meno di due settimane prima dal devastante uragano Irma. L'uragano, al momento del suo dissipamento il decimo più intenso mai registrato nel bacino Atlantico, è stato il peggiore disastro naturale nella storia della Dominica ed ha provocato danni catastrofici sull'isola di Porto Rico.
In totale, l'uragano Maria ha causato più di 90 miliardi di dollari di danni, classificandosi come il terzo uragano più costoso di sempre, dietro solo ad Harvey e Katrina, e ha provocato la morte confermata di almeno 3 022 persone: 2 975 a Porto Rico, 31 in Dominica, 5 nella Repubblica Dominicana, 4 negli Stati Uniti continentali, 3 ad Haiti, 2 in Guadalupa e 2 nelle Isole Vergini Americane. Nei mesi successivi al passaggio di Maria, il bilancio ufficiale delle vittime trasmesso dal governo di Porto Rico è stato messo in discussione dai media e da diversi politici e giornalisti, venendo considerato troppo basso in relazione ai danni subiti dall'isola, tanto da indurre il governatore Ricky Rosselló a ordinare un riconteggio e una nuova analisi del bilancio ufficiale delle vittime. Alla fine di agosto 2018, la George Washington University ha pubblicato i risultati dello studio e di conseguenza il bilancio delle vittime è stato rivisto da 64 a 2 975.
L'11 aprile 2018 l'Organizzazione meteorologica mondiale ha ritirato il nome Maria a causa della grande quantità di danni e vittime causate, e non sarà quindi mai più usato per altri uragani atlantici. È stato sostituito con il nome Margot, che verrà usato per la prima volta durante la stagione degli uragani atlantici del 2023.

## Storia della tempesta

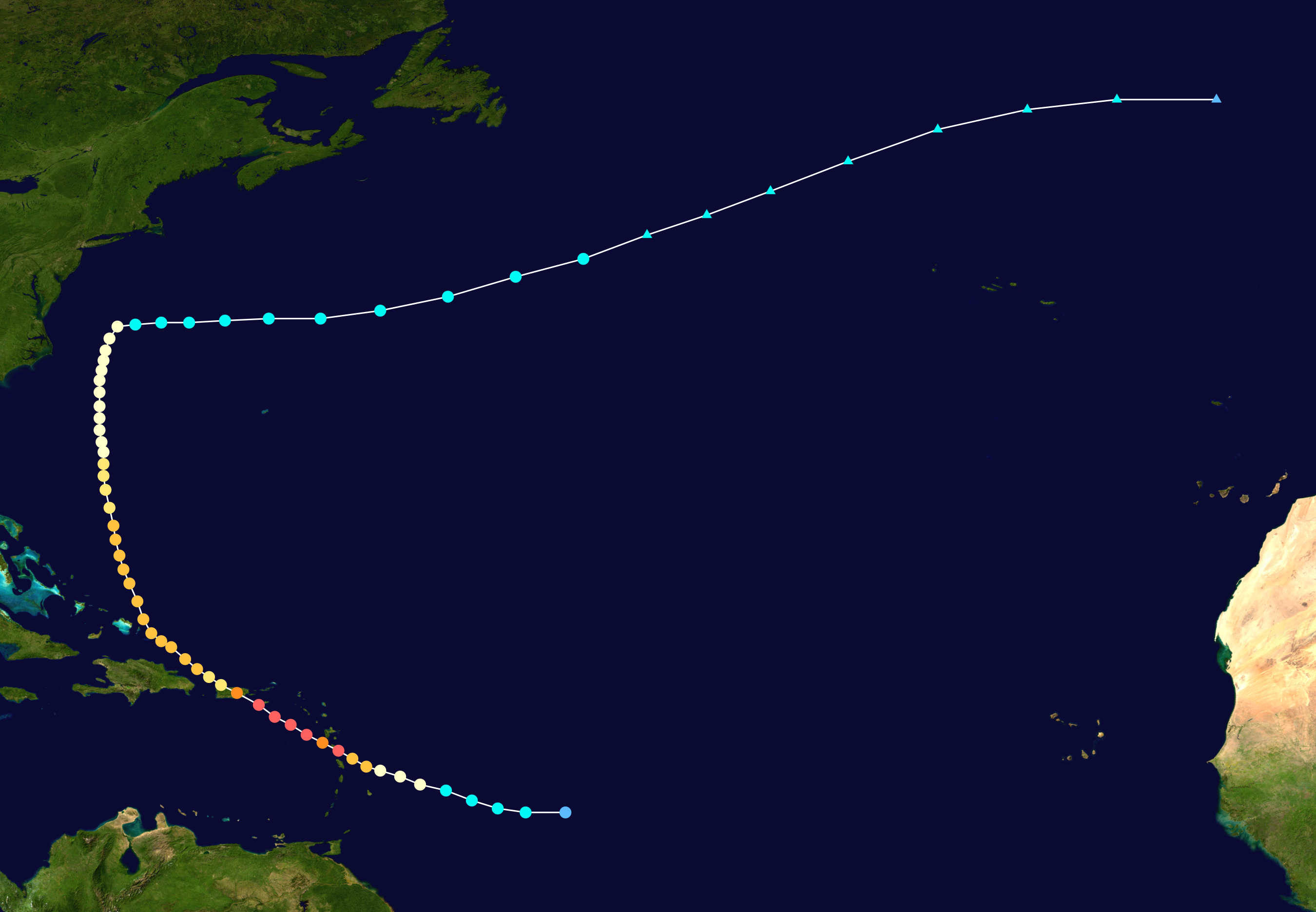
Mappa dell'intensità dell'uragano Maria sulla scala Saffir-Simpson lungo il suo percorso della durata di 14 giorni.

Il 13 settembre 2017 il National Hurricane Center ha iniziato a monitorare due onde tropicali al largo di Capo Verde; quella più a est è risalita per poi trasformarsi nell'uragano Lee mentre quella più a ovest ha continuato a muoversi verso occidente. Il 14 settembre, a causa delle condizioni favorevoli lungo il percorso, il rafforzamento della perturbazione a ciclone tropicale era giudicato probabile. Nei due gironi successivi la perturbazione è diventata più organizzata e il 16 settembre alle 15:00 UTC il National Hurricane Center ha emesso un avviso per un "potenziale ciclone tropicale quindici". Alle 21:00 UTC del 16 settembre la perturbazione è ufficialmente diventata una tempesta tropicale, ricevendo il nome Maria. In quel momento, Maria era situata più di mille km a sud-est delle Piccole Antille.
Nelle prime ore del 17 settembre un fronte temporalesco e un favorevole outflow hanno permesso a Maria di diventare sempre più organizzata e alle 21:00 UTC la tempesta è diventata un uragano di categoria 1 sulla scala Saffir-Simpson, con venti di 119 km/h. La mattina del 18 settembre i modelli statistici indicavano un'elevata probabilità di rapida intensificazione, che è avvenuta poco dopo e alle 15:00 UTC Maria era già diventata un uragano di categoria 3, con venti di 195 km/h, una pressione atmosferica centrale minima di 959 mbar e un occhio largo 19 km. L'occhio si è poi ristretto a 14 km con il perdurare dell'intensificazione e alle 21:00 UTC Maria si è rafforzata ad uragano di categoria 4.

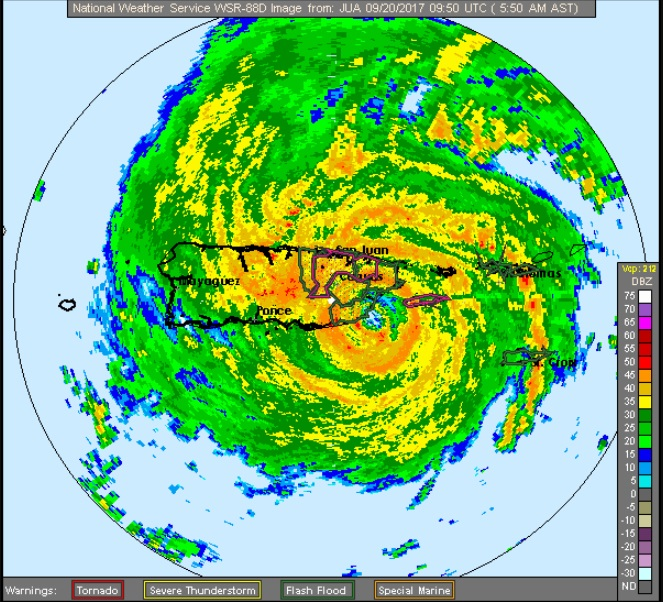
Immagine radar dell'uragano Maria vicino Porto Rico alle 09:50 UTC.

Il 18 settembre alle ore 23:45 UTC Maria è diventata un uragano di categoria 5, appena 25 km a sud-est della Dominica, con venti di 260 km/h e una pressione atmosferica centrale di 925 mbar. Il 19 settembre alle ore 01:15 UTC Maria è quindi approdata nella Dominica, diventando il primo uragano di categoria 5 a colpire la nazione. Dopo un breve indebolimento a categoria 4 a causa del contatto con i massicci montuosi dell'isola, una volta sopra il mare Caraibico Maria ha riacquistato intensità ed è ridiventata un uragano di categoria 5. Maria ha poi iniziato a rinforzarsi ulteriormente mentre si dirigeva a nord-ovest verso Porto Rico e alle 04:00 UTC del 20 settembre ha raggiunto l'intensità massima, a circa 35 km a sud di Saint Croix, con venti massimi sostenuti di 280 km/h e una pressione atmosferica centrale minima di 908 mbar.

Sequenza di immagini satellitari a infrarossi di Maria che passa sopra Sainte Croix, Vieques e Porto Rico la mattina del 20 settembre.

Alle ore 05:00 UTC Maria ha raggiunto la distanza minima, circa 30 km, da Saint Croix, colpendo l'isola con il muro esterno dell'occhio, più debole rispetto al muro interno rimasto invece al largo della costa. Tre ore più tardi, alle 08:00 UTC, il muro esterno dell'occhio ha investito Vieques, un'isola al largo della costa est di Porto Rico. Allo stesso tempo il ciclo di sostituzione dell'eyewall ha portato Maria ad indebolirsi ad una categoria 4. L'uragano è poi approdato su Porto Rico, precisamente a sud della città di Yabucoa, all'incirca alle 10:15 UTC, con venti sostenuti di 250 km/h che l'hanno reso il più potente a colpire l'isola dall'uragano San Felipe II del 1928. Attraversando Porto Rico, Maria ha mantenuto una traiettoria nord-occidentale e la conseguente interazione con le montagne dell'isola l'ha portata ad indebolirsi considerevolmente: i venti sostenuti sono scesi a 175 km/h e la pressione centrale è salita a 957 mbar. Poco prima delle 18:00 UTC Maria è ritornata sull'oceano Atlantico dove si è progressivamente riorganizzata ridiventando un uragano di categoria 3 all'inizio del 21 settembre.
Inizialmente, l'upwelling causato dall'uragano Irma due settimane prima ha limitato la riorganizzazione di Maria. Durante il pomeriggio del 21 settembre l'uragano ha quindi attraversato il Navidad Bank e il Silver Bank posti a nord della Repubblica Dominicana e nella notte la convezione intorno all'occhio si è intensificata portando Maria a raggiungere un nuovo picco, con venti a 205 km/h. Alla fine del 22 settembre Maria ha deviato verso nord-nordest e, dopo essere rimasta un uragano di categoria 3 per tutto il 23 settembre, la mattina del 24 settembre si è indebolita a categoria 2, con venti sostenuti di 175 km/h.
Tra il 24 e il 25 settembre l'uragano ha attraversato una zona fredda creata dall'uragano Jose una settimana prima, con temperature superficiali del mare di 24-25 °C, e l'indebolimento è accelerato, portando Maria ad essere declassata a categoria 1. Alle ore 21:00 UTC del 26 settembre Maria è stata ulteriormente declassata a tempesta tropicale, tuttavia il 27 settembre delle intense correnti convettive hanno ridato energia a Maria che è ridiventata uragano di categoria 1. Il 28 settembre Maria ha iniziato ad accelerare verso est-nord-est, spinta dai venti occidentali, e allo stesso tempo è stata nuovamente declassata a tempesta tropicale. Muovendosi oramai su acque con temperature superficiali di 23 °C o minori, Maria si è ulteriormente indebolita diventando un ciclone extratropicale il 30 settembre. I resti della tempesta sono poi stati assorbiti il 3 ottobre da un fronte meteorologico posto sopra l'Europa occidentale.

## Impatto

### Isole Sopravento Meridionali
Maria ha prodotto pesanti piogge e forti raffiche di vento sulle Isole Sopravento Meridionali. A Saint Lucia gli aeroporti Hewanorra e George F. L. Charles hanno registrato rispettivamente 110 mm e 80 mm di pioggia e quantità ancora più elevate sono state riscontrate in altre zone dell'isola. Cadute di massi, frane e alberi abbattuti hanno causato danni minori e bloccato alcune strade, mentre alcuni distretti sono rimasti al buio a causa del danneggiamento delle linee elettriche. Anche il settore agricolo, in particolare le piantagioni di banane, è stato duramente colpito a causa delle forti raffiche di vento.
Grandi quantità di pioggia, nell'ordine di 75-125 mm, hanno causato inondazioni sparse a Barbados. A Christ Church le acque alluvionali hanno intrappolato i residenti del quartiere Goodland nelle loro case e inondato le strade del Saint Lawrence Gap, mentre a Bridgetown l'onda di tempesta spinta da Maria sulla costa ha inondato il lungomare e danneggiato numerose barche. I forti venti hanno causato anche un black out che ha interessato tutta l'isola.
Passando a 50 km a nord della costa della Martinica, Maria ha portato sull'isola piogge torrenziali ma l'ha risparmiata dai catastrofici venti di uragano che in quel momento si estendevano al massimo 35 km intorno all'occhio del ciclone. Il 20 settembre 70 000 famiglie, circa il 40% della popolazione dell'isola, erano senza corrente elettrica e mancava l'acqua a 50 000 persone, specialmente nei comuni di Le Morne-Rouge e Gros-Morne; in aggiunta numerose strade, specialmente lungo la costa nord, erano bloccate da frane e da alberi e tralicci abbattuti. Il settore agricolo dell'isola ha subito perdite notevoli: circa il 70% delle piantagioni di banane è stato danneggiato dai venti e lungo la costa settentrionale quasi tutti gli alberi sono stati abbattuti.

### Dominica

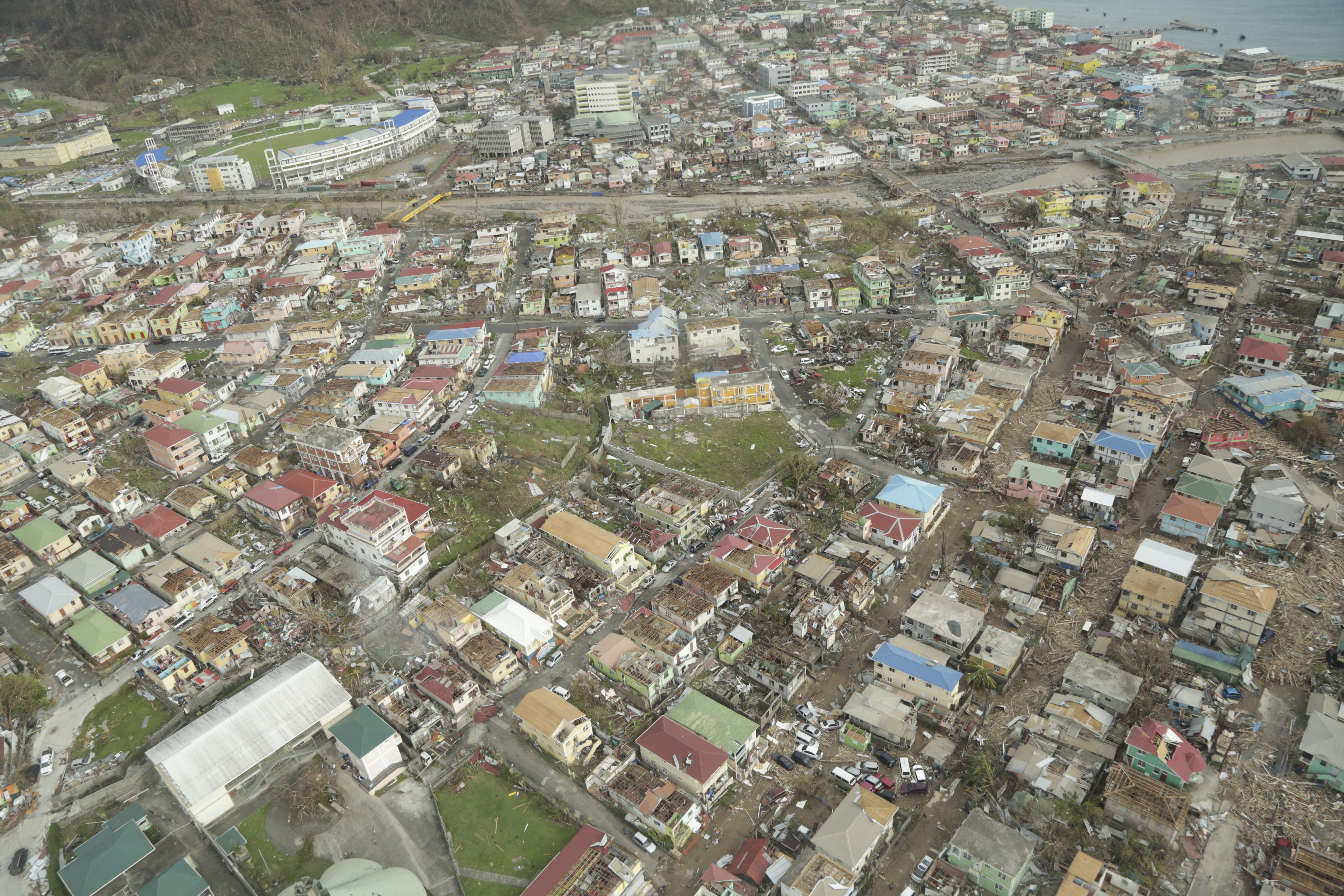
Foto aerea dei danni inflitti dall'uragano su una zona di Roseau.

Dopo aver fatto sentire i suoi effetti già dal pomeriggio del 18 settembre, Maria è approdata sulla Dominica alle 21:15 AST, come uragano di categoria 5 con venti massimi sostenuti di 260 km/h. Questi venti, i più forti mai registrati sull'isola, hanno danneggiato i tetti del 98% degli edifici, inclusa la residenza ufficiale del primo ministro Roosevelt Skerrit che è stato soccorso dopo che l'abitazione ha cominciato ad allagarsi, e hanno causato l'interruzione delle reti radio, cellulare e internet.
Il mattino successivo, le prime ricognizioni aree sull'isola hanno reso chiara la portata della devastazione. Gran parte delle strade e degli edifici pubblici sono stati largamente danneggiati, tra cui scuole, negozi, chiese e il principale ospedale dell'isola, il Princess Margaret Hospital. Anche le torri di controllo e i terminal dei due soli aeroporti della Dominica, Canefield e Douglas Charles, sono stati gravemente danneggiati, mentre le piste sono rimaste relativamente intatte e sono state velocemente riaperte per consentire l'atterraggio e la partenza dei voli di emergenza.

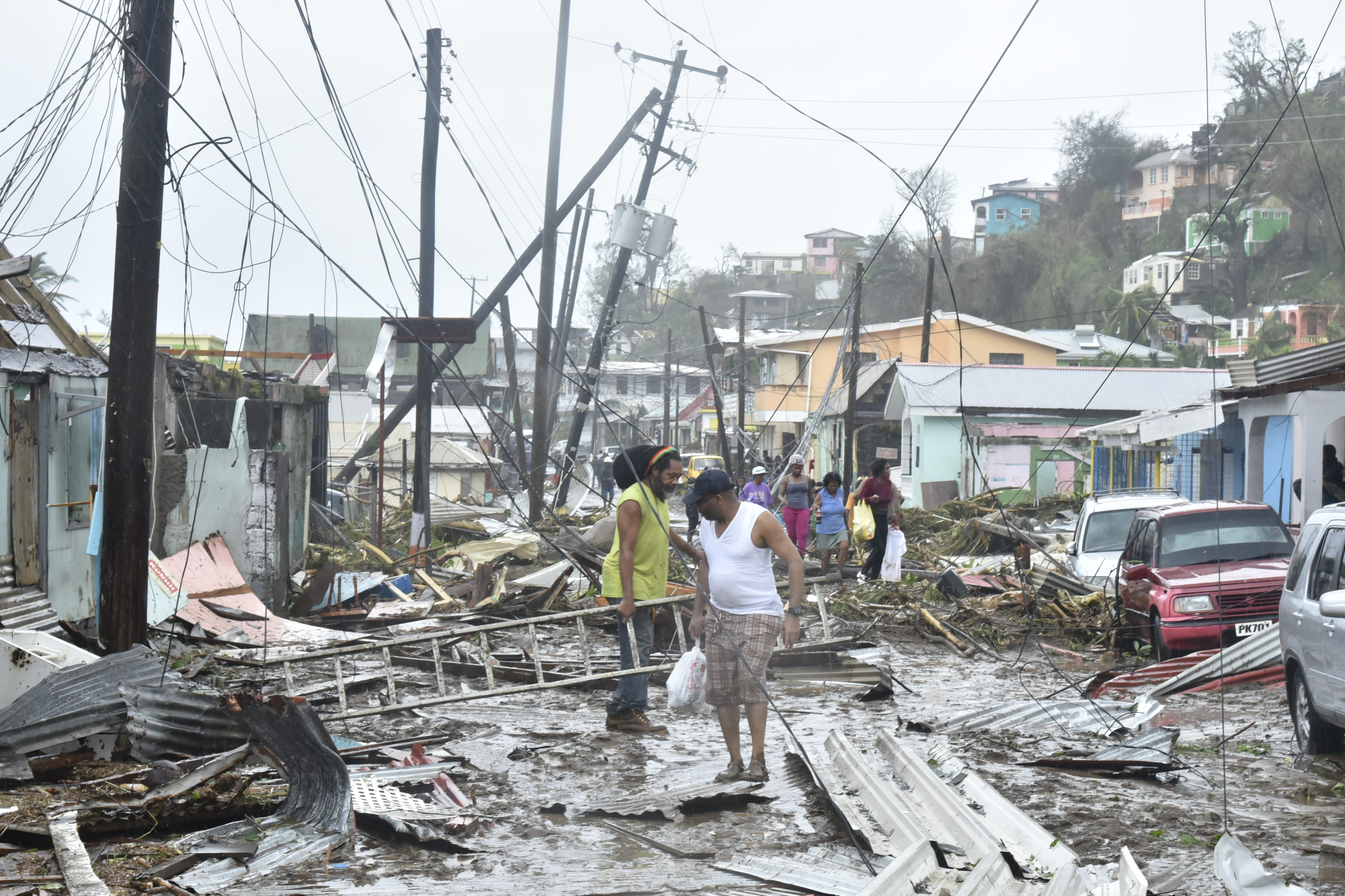
Una strada di Roseau devastata dalla tempesta e piena di detriti.

Le infrastrutture della capitale Roseau sono state duramente colpite, praticamente tutte le linee elettriche sono state abbattute e la strada principale della città è stata ridotta in frantumi. A sud di Roseau, inondazioni e frane hanno distrutto il 70% delle strutture di Pointe Michel, causando la maggior parte delle vittime registrate nell'isola. Nella parrocchia di Saint Andrew, il porto e la città di Marigot sono stati danneggiati all'80% e nella parrocchia di Saint David interi villaggi, come Castle Bruce, Good Hope e Grand Fond, sono stati spazzati via. Pesanti danni sono stati riscontrati anche in tutta la parrocchia di Saint Patrick, in particolare nei villaggi di Grand Bay e La Plaine.
I catastrofici venti dell'uragano hanno defogliato quasi tutta la vegetazione dell'isola, spezzando o sradicando migliaia di alberi e decimando le lussureggianti foreste pluviali. Il settore agricolo, una fonte vitale di reddito per la Domenica, è stato completamente spazzato via: il 100% delle piantagioni di banane e tuberi è stato perso, così come grandi quantità di bestiame e attrezzature agricole.

### Guadalupa

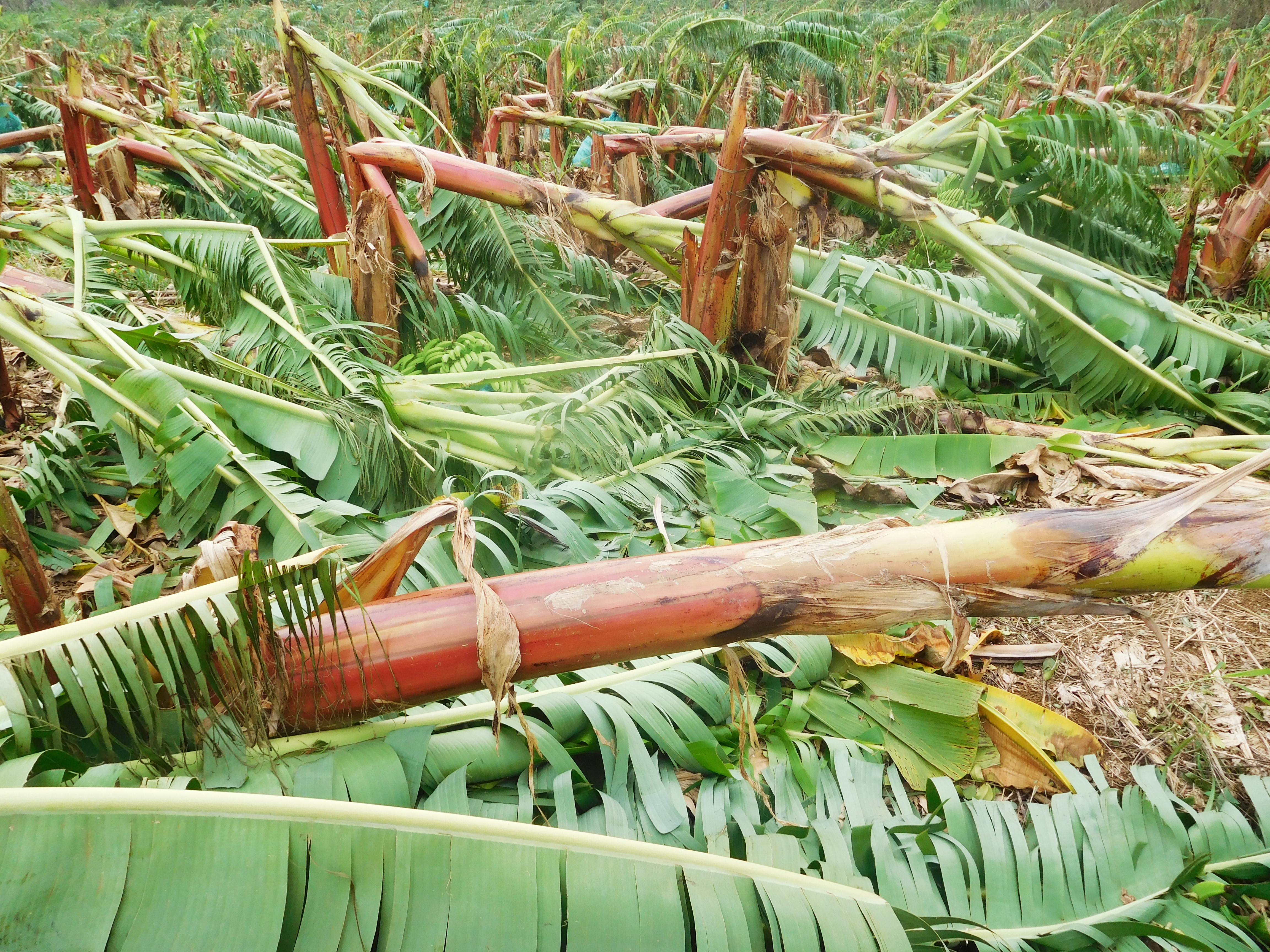
Una delle numerose piantagioni di banane distrutte dai devastanti venti dall'uragano Maria.

In seguito al passaggio di Maria a sud della Guadalupa, l'arcipelago è stato colpito con potenti venti di uragano. I venti più forti sono stati riscontrati lungo le coste meridionali dell'isola di Basse-Terre: a Gourbeyre è stata registrata una velocità massima di 162 km/h, mentre vicino Baillif i venti hanno raggiunto i 148 km/h. Lungo queste regioni i venti dell'uragano hanno generato anche onde alte fino a 6 metri. La combinazione di mareggiate e venti intensi è stata responsabile di diffusi danni strutturali e allagamenti in tutto l'arcipelago, in particolare lungo la costa tra Pointe-à-Pitre e Petit-Bourg e lungo le coste meridionali dell'isola di Basse-Terre. Oltre agli effetti prodotti dal vento, anche la quantità di pioggia portata da Maria è stata significativa, facendo cadere in un solo giorno quasi un mese di precipitazioni in diverse località: a Pointe-à-Pitre sono stati registrati un totale di 191 mm di pioggia in 24 ore mentre nella capitale Basse-Terre si è arrivati a 163 mm. Quantità ancora maggiori sono state registrate sulle alture, con un massimo di 459 mm misurati nella località montuosa di Matouba, nel comune di Saint-Claude.
In totale, l'uragano ha lasciato il 40% della popolazione della Guadalupa, circa 80 000 famiglie, senza energia elettrica e il 25% delle utenze telefoniche senza servizio. Nelle isole di Marie-Galante, La Désirade e Les Saintes i venti hanno causato pesanti danni alle strutture così come alla vegetazione e hanno interrotto le comunicazioni con il resto della regione per diversi giorni. Numerose case sull'isola di Terre-de-Haut, nelle Îles des Saintes, sono state allagate e scoperchiate e a Pointe-à-Pitre diverse aree sono state sommerse da più di un metro d'acqua mentre l'ospedale cittadino ha subito ingenti danni. Anche il settore agricolo è stato duramente colpito, con la distruzione del 100% delle coltivazioni di banane dell'isola di Basse-Terre.

### Isole Vergini Americane
L'uragano Maria ha colpito le Isole Vergini Americane come uragano di categoria 5, meno di due settimane dopo il passaggio dell'uragano Irma, danneggiando o distruggendo quello che Irma aveva lasciato in piedi. Infatti, mentre Irma aveva colpito soprattutto le isole di Saint John e Saint Thomas risparmiando Saint Croix, Maria si è invece abbattuta proprio su quest'ultima isola, attraversandola con il muro esterno dell'occhio. La rete elettrica di Saint Croix, rimasta funzionante al 90% dopo il passaggio di Irma, è stata pesantemente danneggiata e l'ospedale Luis è stato inondato e ha subito pesanti danni al tetto, rimanendo comunque operativo. Nel Sandy Point National Wildlife Refuge sono stati registrati venti compresi tra i 159 e i 167 km/h con raffiche anche di 220 km/h.

### Porto Rico

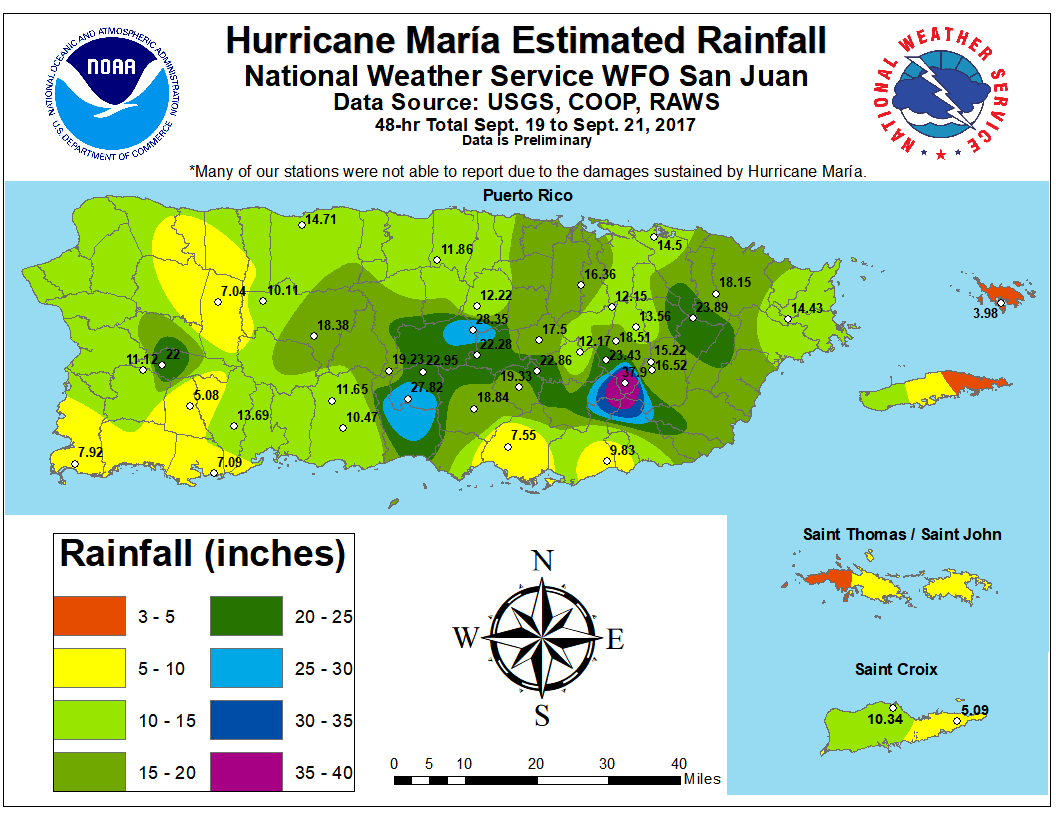
Mappa degli accumuli pluviometrici registrati sull'isola di Porto Rico.

L'uragano Maria è approdato sull'isola di Porto Rico nei pressi della municipalità di Yabucoa il 20 settembre alle ore 6:15 AST, come uragano di categoria 4 con venti massimi sostenuti di 250 km/h. Venti di 182 km/h e 190 km/h sono stati registrati rispettivamente al porto di Yabucoa e alla struttura militare di Campamento Santiago, mentre poco prima dell'approdo venti con un'intensità di 103 km/h erano già stati misurati a San Juan. In particolare, il ciclo di sostituzione dell'eyewall che aveva indebolito Maria a uragano di categoria 4 poco prima dell'approdo ha anche causato l'allargamento dell'occhio del ciclone da 9 a 28 miglia nautiche, ampliando di molto l'area esposta a forti venti. Maria ha anche riversato enormi quantità di pioggia sull'isola, con un accumulo massimo di 962,7 mm nella città di Caguas.

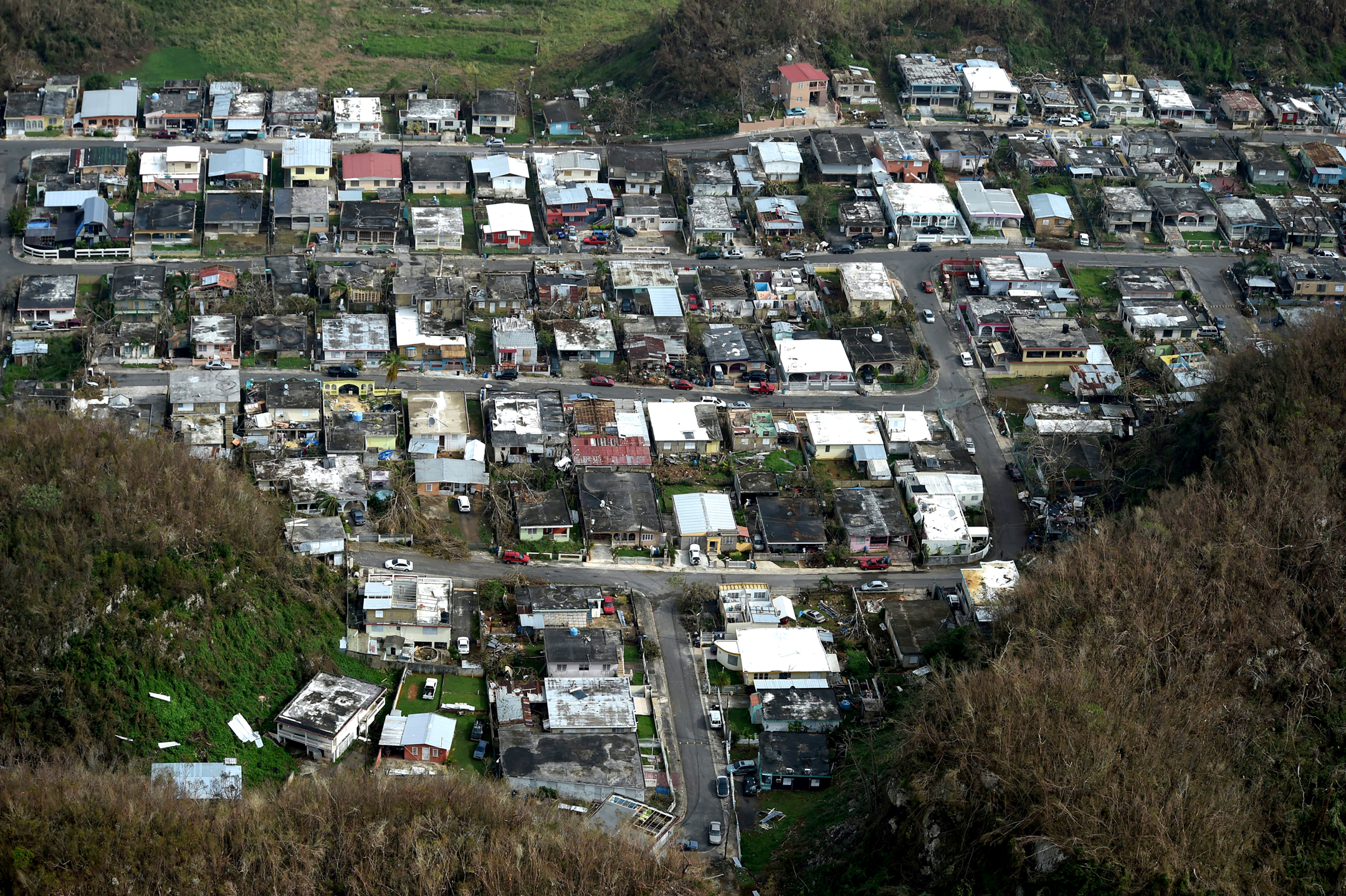
I danni dell'uragano su alcuni edifici.

A San Juan sono state registrate inondazioni diffuse, numerose strutture sono state scoperchiate e il caratteristico quartiere di La Perla è stato in gran parte distrutto. Anche la città di Cataño ha subito ingenti danni, con il quartiere di Juana Matos distrutto all'80%. L'onda di tempesta e alcune alluvioni lampo hanno invece causato pesanti danni e intrappolato migliaia di residenti nella città di Toa Baja, dove le acque alluvionali hanno raggiunto perfino una profondità di 4,6 metri in alcune aree. Tutte le reti infrastrutturali dell'isola sono state duramente colpite: la rete elettrica è stata quasi interamente distrutta, lasciando tutti i 3,4 milioni di residenti senza elettricità, l'85% della rete telefonica e il 95% della rete cellulare è stato messo fuori uso e solo dodici stazioni radio sono rimaste attive dopo il passaggio della tempesta.
Anche il radar doppler meteorologico Nexrad posizionato sull'isola è andato distrutto: il radome che copriva l'antenna radar e che era stato progettato per resistere a venti di oltre 210 km/h, è stato spazzato via insieme alla stessa antenna del diametro di 9 metri; il radar era collocato ad un'altezza di 853 metri s.l.m. e l'anemometro stava misurando venti di 235 km/h poco prima che le comunicazioni si interrompessero, ciò significa che i venti a quell'altezza erano probabilmente il 20% più alti di quelli osservati sul livello del mare. I potenti venti hanno causato anche alcuni danni al radiotelescopio di Arecibo.
Il settore agricolo di Porto Rico è stato duramente affetto, approssimativamente l'80% di tutte le piantagioni sono state perse e il settore caffeicolo è stato il più colpito: 18 milioni di alberi di caffè sono stati distrutti e saranno necessari almeno cinque anni per ripristinare solo il 15% di tutta la produzione di caffè dell'isola.

### Hispaniola

Sequenza di immagini a infrarossi di Maria che passa accanto Hispaniola.

Piogge torrenziali e forti venti hanno colpito la Repubblica Dominicana durante  il 21 settembre, quando l'uragano Maria ha attraversato il Navidad Bank e il Silver Bank posti a nord-est del paese. In totale, 110 abitazioni sono state distrutte, 570 sono state danneggiate e 3 723 sono state colpite da inondazioni. Inoltre, 60 000 persone sono rimaste senza corrente elettrica nella parte settentrionale del paese, mentre inondazioni e smottamenti hanno reso impraticabili molte strade, isolando trentotto comunità. Anche la confinante Haiti, benché risparmiata dai potenti venti, è stata investita da intense piogge torrenziali.

### Stati Uniti
La mattina del 26 settembre l'uragano Maria si è mosso al largo della costa della Carolina del Nord, colpendo gli Outer Banks con venti da tempesta tropicale e generando un'onda di tempesta che ha investito la costa e inondato la North Carolina Highway 12, oltre a causare danni al terminal traghetti di Ocracoke Island. Il 27 settembre, quando la tempesta era a 235 km da Capo Hatteras, venti di 64 km/h sono stati registrati nella località di Duck, mentre al Dare County Regional Airport i venti hanno raggiunto i 37 km/h, con folate di 66 km/h. Diverse aree servite dalle compagnie elettriche Duke Energy, Dominion Energy e Cape Hatteras Electric Cooperative hanno sperimentato anche black-out diffusi.